# Busnes Communal Cemetery
Busnes Communal Cemetery is een begraafplaats gelegen in de Franse plaats Busnes (Pas-de-Calais). De militaire graven worden onderhouden door de Commonwealth War Graves Commission.
De begraafplaats telt 9 geïdentificeerde Gemenebest graven uit de Eerste Wereldoorlog.